# Heinz Wedewardt

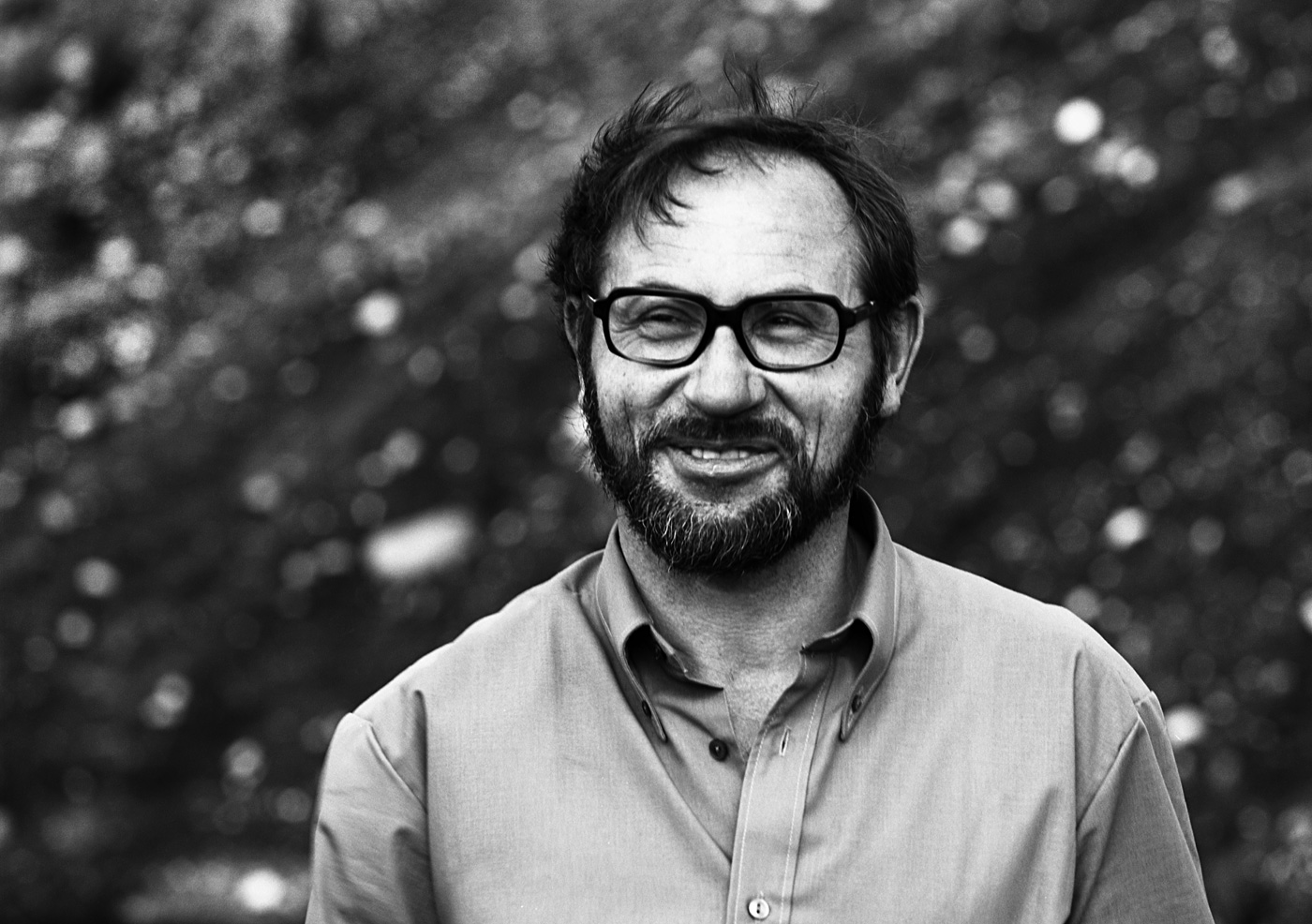
Heinz Wedewardt – Sommer 1972

Heinz Wedewardt (* 16. Januar 1928 in Berlin; † 26. Mai 2014 in Hoffnungsthal) war ein deutscher Fotograf und Hochschullehrer.

## Leben
Bis 1946 befand sich Wedewardt in Kriegsgefangenschaft.
Nach seiner Rückkehr studierte er Fotografie an der Kunsthochschule Berlin-Weißensee bei Ernst Rudolf Vogenauer.
Er schloss sein Studium mit dem Diplom ab und wurde Layouter im Verlag der Textil-Zeitung in Wiesbaden.
Dann arbeitete er als Grafiker in einer Großdruckerei und machte Werbefotos und -filme für eine Pumpen- und Kompressorenfirma.
Von 1961 bis 1993 war Wedewardt Professor für fotografische Gestaltung und Audiovision an der Kölner Fachhochschule (damals: Staatliche Höhere Fachschule für Photographie, Köln - Hohenstaufenring. heute: Technische Hochschule Köln, Fakultät für Informations-, Medien- und Elektrotechnik).
Neben seiner Tätigkeit als Hochschullehrer fotografierte Wedewardt für Wirtschaftszeitschriften und drehte Werbefilme für in- und ausländische Unternehmen.
Nach seiner Emeritierung widmete er sich besonders der Aktfotografie.

## Familie und Privates
Wedewardt war verheiratet und hatte Kinder, Enkel und Urenkel.
Sein Spitzname war „Frosch“. Oft signierte er mit einem abstrakt angedeuteten Frosch.

## Veröffentlichungen (Auswahl)
- Gert Koshofer, Heinz Wedewardt: Fotopraxis: Mit APS und digitaler Fotografie, Bassermann, 2004, ISBN 978-3809416449
- Heinz Wedewardt: Rösrath. Ein Tor zum Bergischen Land, 2000, ISBN 978-3922413486
- Heinz Wedewardt: Aktfotografie – Interpretation zu einem unerschöpflichen Thema – Gestaltung – Technik – Spezialeffekte, Falken-Verlag, 1991, ISBN 978-3806807370
- Gert Koshofer, Heinz Wedewardt: Moderne Fotopraxis, Falken-Verlag, 1990, ISBN 978-3-8068-4401-6, dieses Buch wurde in mehrere Sprachen übersetzt
- Heinz Wedewardt: Köln fürs Auge, 1973, Verkehrsamt der Stadt Köln